# Grutas de Calès
Las grutas de Calès, cerca de Lamanon (Bouches-du-Rhône), en la extremidad oriental del macizo de los Alpilles, son un lugar de asentamiento que estuvo ocupado desde la época prehistórica hasta el siglo XV. 
Se componen, a varios niveles del acantilado, de hábitats troglodíticos excavados por el hombre. Sirvieron de refugio o de residencia continua durante milenios.

## Historia
Este sitio compuesto de una serie de cuevas excavadas por el hombre hasta la cumbre del acantilado sirvió primeramente de hábitat ligur.
Se han identificado 58 cavidades que se utilizaron como vivienda en el circo y otras tantas en el exterior del circo. Este lugar de asentamiento fue uno de los mayores de la región. Los rastros de ocupación se extienden desde la Prehistoria a la Protohistoria. Una leyenda o tradición indica que estas grutas sirvieron de abrigo durante las invasiones sarracenas de un tal Kalès y sus hombres. Lo que es seguro es que este sitio pertenece a la primera generación de los grandes castra de la Edad Media.
Se accede por estrechas escaleras labradas en la roca . Las grutas estuvieron habitadas desde el siglo XII hasta el siglo XVI por una población que ha variado entre 120 y 220 habitantes,. Unas acequias excavadas dirigían las aguas de algunos manantiales a las cisternas y algibes. Las comodidades más sofisticadas aparecieron en el último periodo de ocupación, con chimeneas, armarios, soportes y  puertas batientes.
El sitio de Calès, del que  se ha asegurado que sirvió muchas veces de refugio a la población de Lamanon es comparable al castrum de Alamanone, datado del siglo XI. La historia muestra que durante los años 1390, los habitantes padecieron la venganza de las tropas de Raymond de Turenne. No sólo saquearon el castillo sino que provocaron la fuga de la población a las grutas. Dos siglos más tarde, sirvieron una vez más de refugio, durante las guerras de religión, a Carrier de Alleins y a sus bandas que no abandonaron el lugar hasta después de haberlo dejado en estado de ruina. Las grutas fueron abandonadas definitivamente en 1586, durante estas mismas guerras de religión.
Si los diferentes periodos de ocupación permanecen difíciles de datar con precisión, no es menos innegable que este conjunto con sus escaleras y sus graderíos para facilitar la labor de los albañiles constituyen un hecho específico de este sitio

El lugar está actualmente coronado por una estatua de la Virgen que domina el pueblo troglodita.

Las grutas de Calès
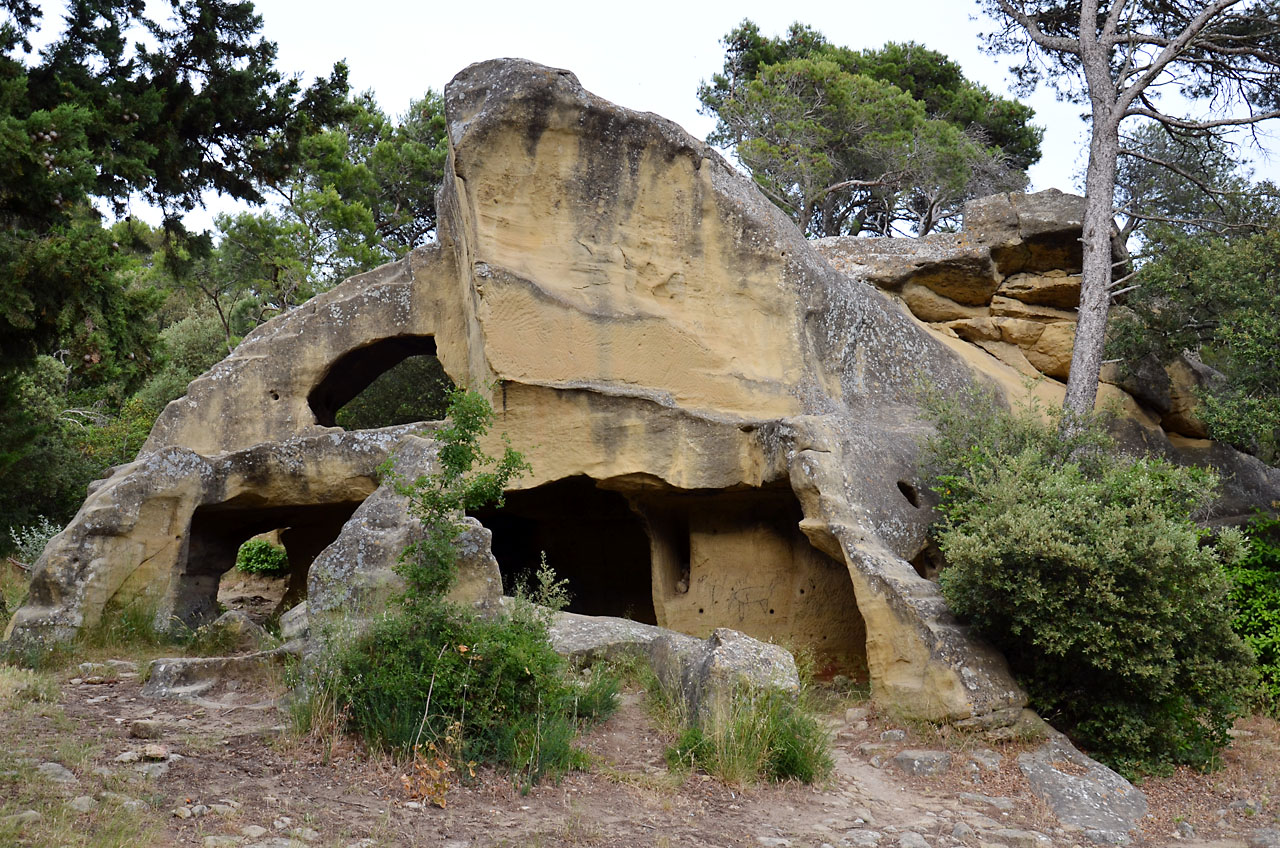
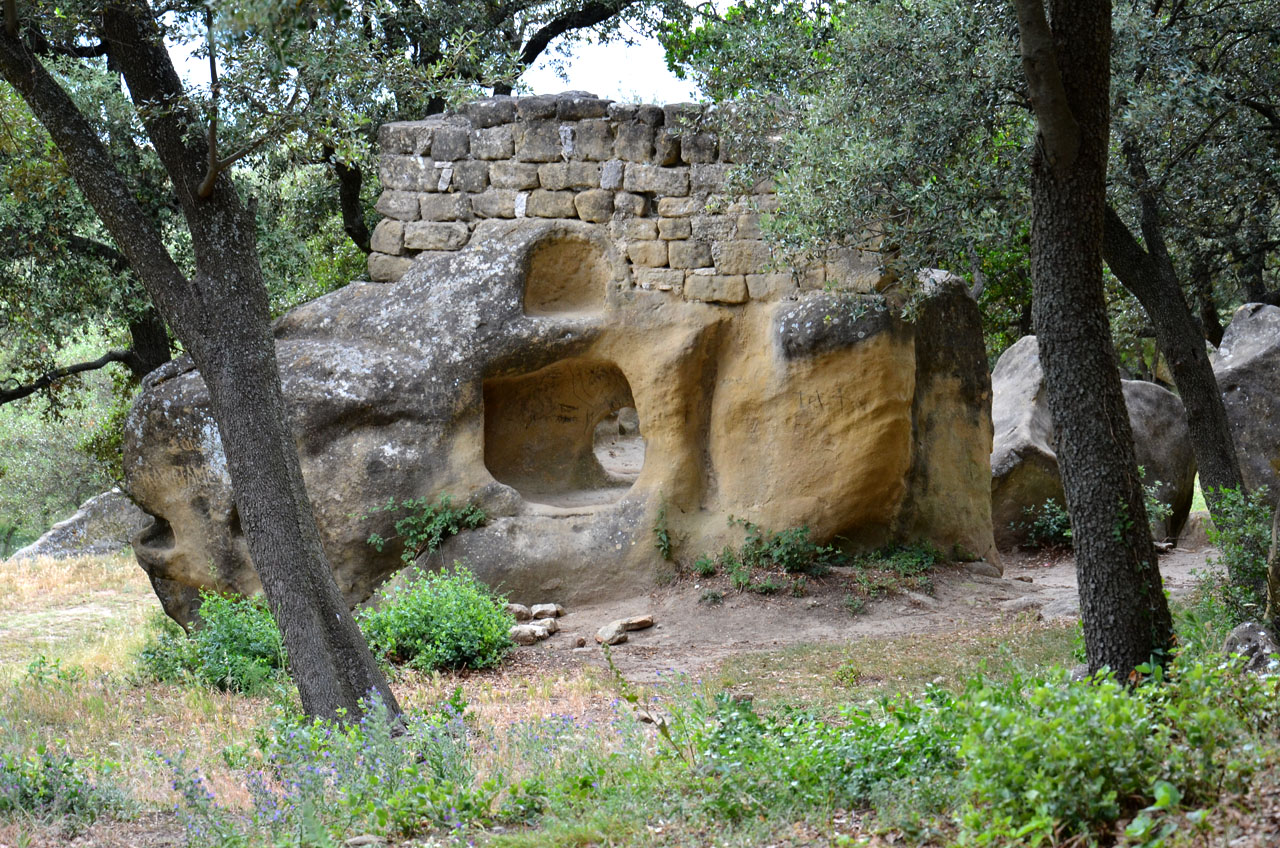
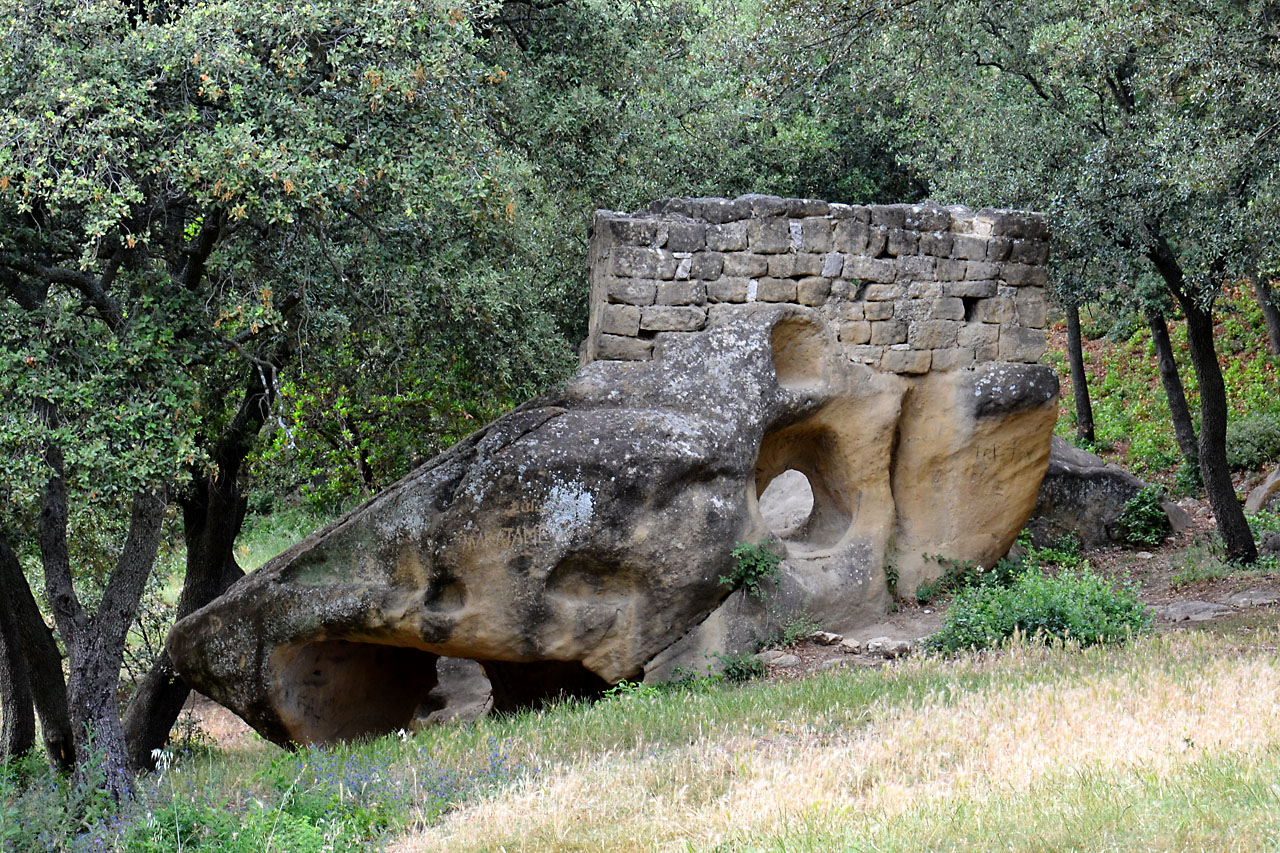
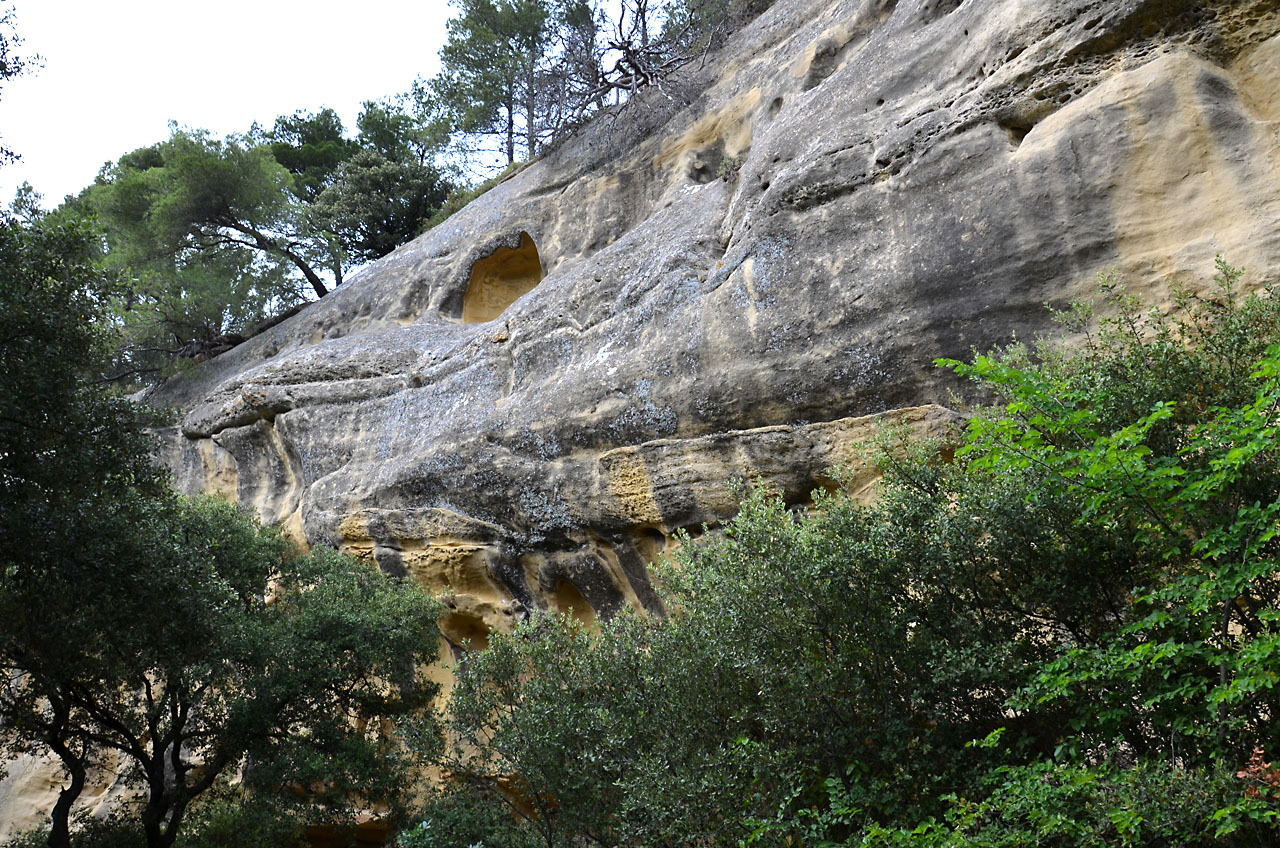
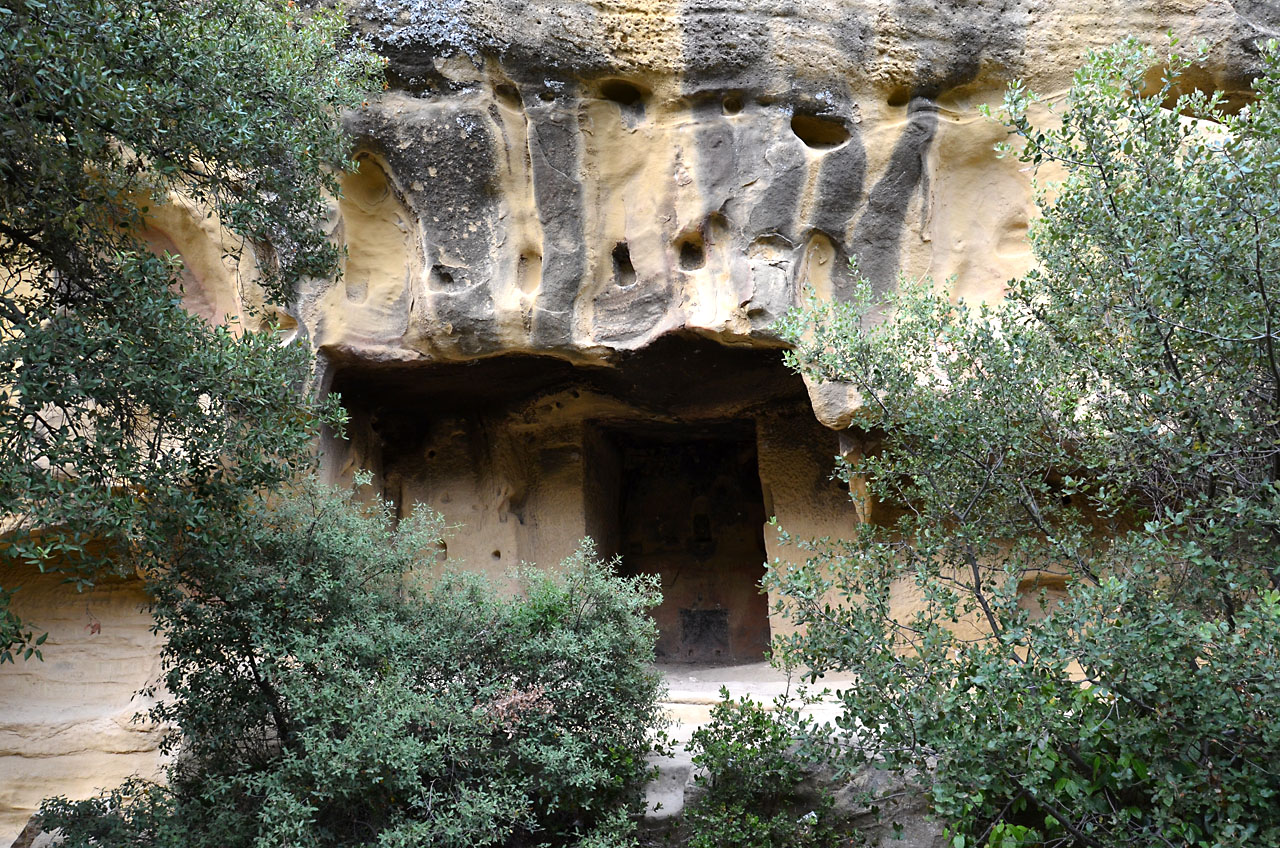
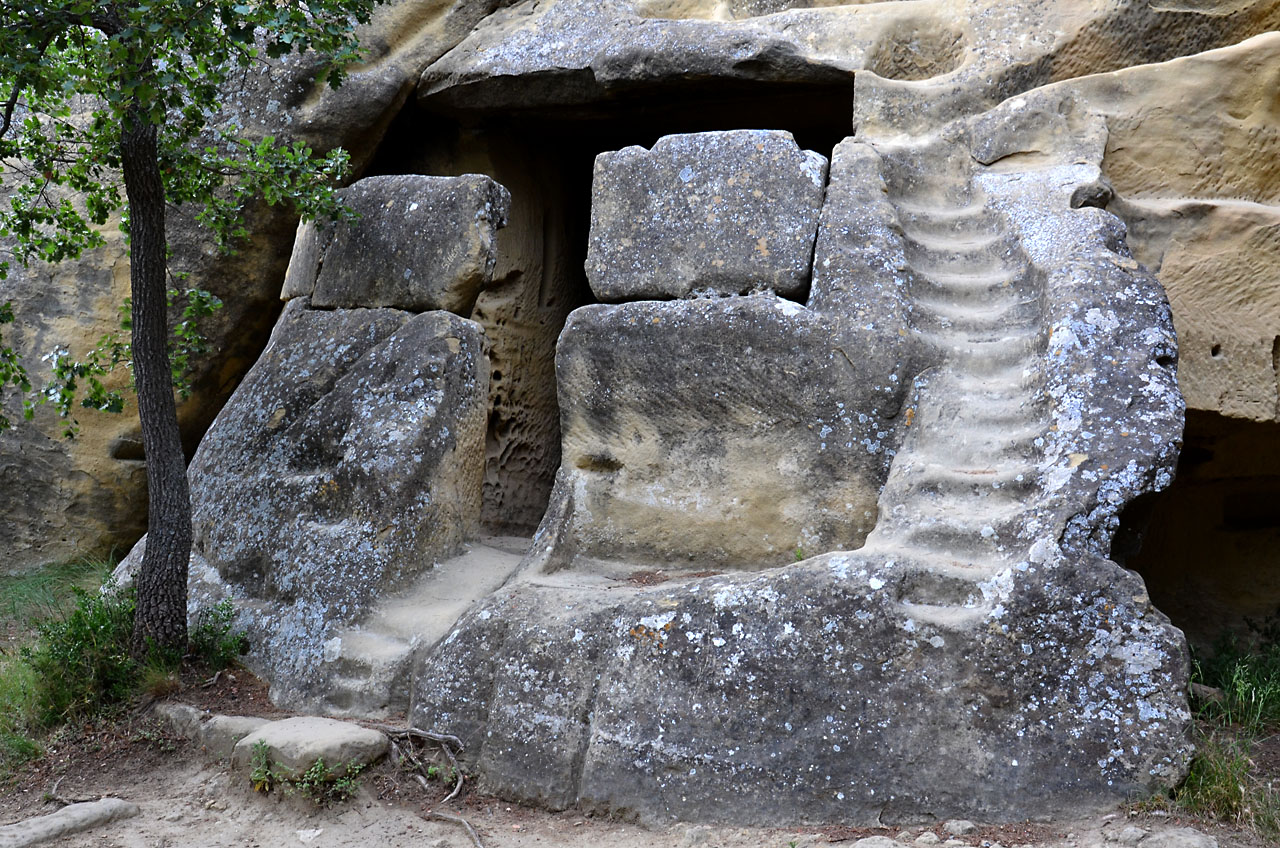
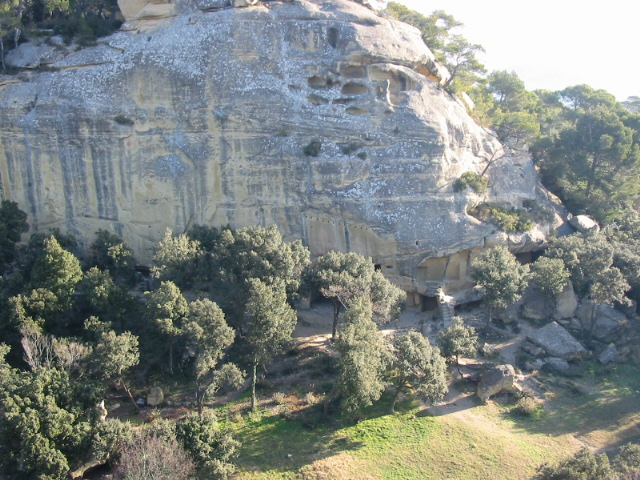
Vista general del circo de Calès
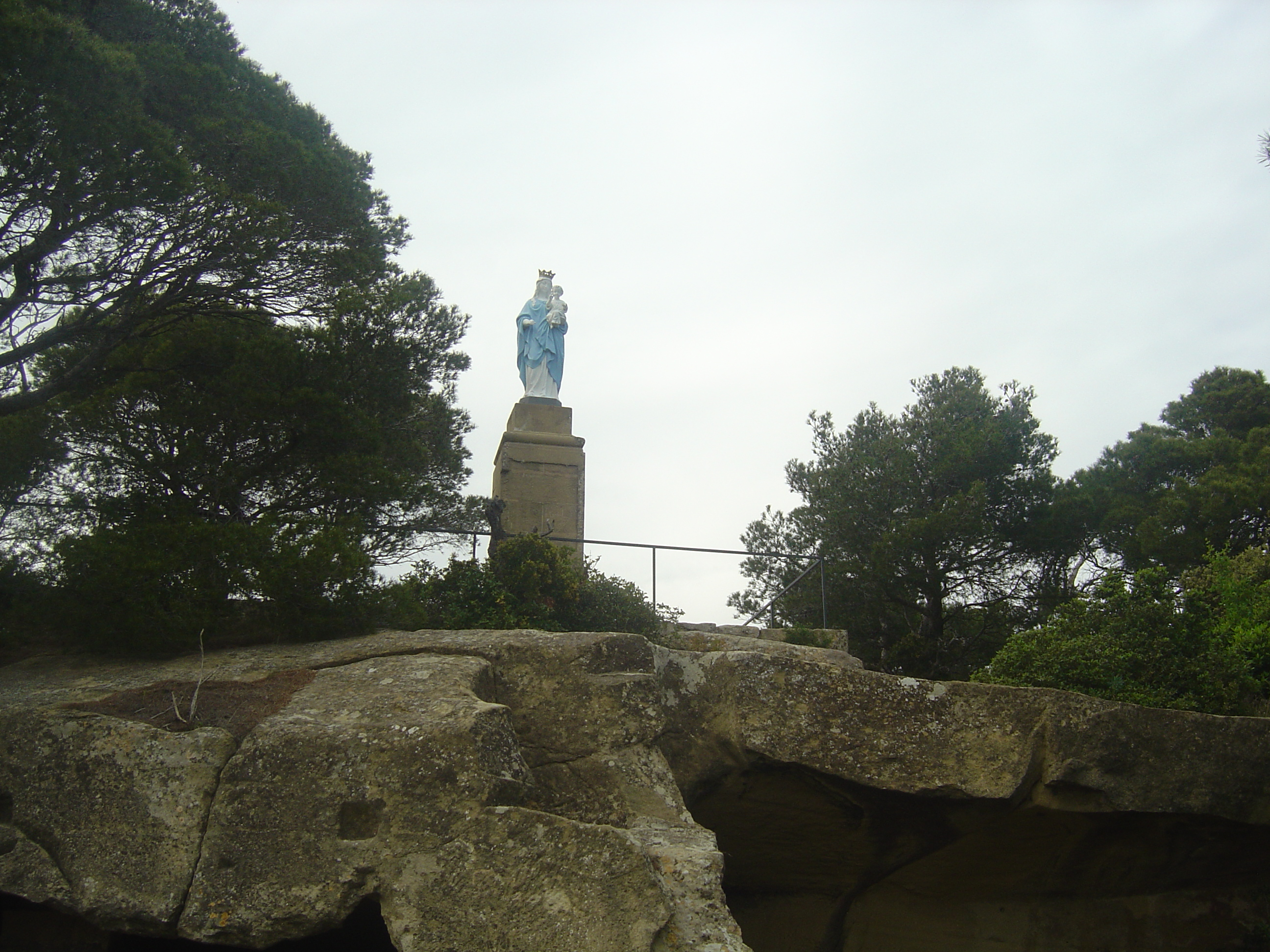
Virgen sobre uno de los roquedos

## Protección
El parque del sitio de las grutas de Calès está clasificado desde 1994 en el inventario general del patrimonio cultural.